# Grzybno (powiat stargardzki)
Grzybno (niem. Augusthof) – nieistniejąca miejscowość w Polsce położona w województwie zachodniopomorskim, w powiecie stargardzkim, w gminie Stargard, 17 km na wschód od Stargardu.
W latach 1975–1998 miejscowość administracyjnie należała do województwa szczecińskiego. Wchodziła w skład sołectwa Barzkowice.
Nazwa jest wymieniana w zestawieniu PRNG obiekty fizjograficzne jako część lasu.